# 그레인 벨트

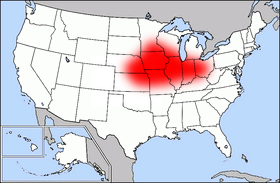
그레인 벨트

그레인 벨트(Grain Belt)는 미국 중서부의 북쪽을 가로지르는 프레리 지역을 가리킨다. 이 지역은 세계에서 최고의 곡물 산지이기 때문에 이렇게 불린다. 아이오와주, 일리노이주, 인디애나주, 오하이오주, 미주리주의 대부분과 위스콘신주, 캔자스주, 네브래스카주, 미네소타주의 일부로 구성된다.